# V607 Возничего
V607 Возничего (лат. V607 Aurigae) — двойная затменная переменная звезда типа Алголя (EA) в созвездии Возничего на расстоянии приблизительно 470 световых лет (около 144 парсеков) от Солнца. Видимая звёздная величина звезды — от +11,3m до +10,5m. Орбитальный период — около 2,0668 суток.

## Характеристики
Первый компонент — жёлтый карлик, эруптивная переменная звезда типа RS Гончих Псов (RS) спектрального класса G. Радиус — около 1,44 солнечного, светимость — около 1,467 солнечной. Эффективная температура — около 5294 K.